# Rodney Sneijder
Rodney Sneijder (Utrecht, 31 maart 1991) is een Nederlands voormalig betaald voetballer die doorgaans als middenvelder speelt. Hij is de jongere broer van Jeffrey en Wesley Sneijder. Sneijder stopte in 2017 met betaald voetbal en ging verder bij de amateurs van DHSC in Utrecht.

## Clubcarrière

### AFC Ajax
Tijdens de talentdagen van Ajax in 1999 werd Sneijder net als zijn beide broers gescout door Ajax. Tot die tijd speelde hij voor VV DOS. Sneijder was een van de veelbelovende spelers op De Toekomst. Samen met Daley Blind en Danilo Sousa Campos had de middenvelder al een grote naam gekregen binnen de jeugdopleiding. Sneijder wilde zichzelf bewijzen en deed dit met succes in de B-junioren. Hij speelde in vele jeugdelftallen van het Nederlands elftal. De Utrechter werd met de B1 kampioen en verdiende hiermee een driejarig contract, waarna hij zou gaan spelen bij de A1 van Ajax van Frank de Boer. De Boer maakte van Sneijder de aanvallende middenvelder. De middenvelder maakte zijn debuut voor Jong Ajax in De Kuip en speelde daarna nogmaals voor het beloftenelftal. Na een sterk jaar stapte hij over naar Jong Ajax. Sneijder tekende bij Ajax in februari 2011 een nieuw contract tot 2013 waarin de voorwaarde werd opgenomen dat Sneijder bij de eerste selectie zit.

### FC Utrecht
Op 20 augustus 2011 werd bekend dat Sneijder voor een jaar werd verhuurd aan FC Utrecht met de optie tot koop. Sneijder maakte zijn debuut in de Eredivisie met FC Utrecht op 27 augustus tegen Roda JC, hierin scoorde hij zijn eerste doelpunt. De wedstrijd werd gewonnen met 3-1.

### RKC Waalwijk
In juli 2012 werd bekend dat Sneijder een contract had getekend bij RKC Waalwijk. Op 11 augustus 2012 maakte Sneijder zijn debuut voor RKC Waalwijk tegen PSV Eindhoven, hij scoorde in deze wedstrijd twee keer.

### Almere City
In januari 2014 maakt Sneijder de overstap naar Almere City, nadat hij bij RKC voornamelijk in het beloftenelftal speelde. Hij tekende een contract tot het einde van het seizoen bij de club uit Flevoland. Hij bleef anderhalf seizoen, waarin hij achtereenvolgens achttiende en tiende in de Eerste divisie werd met Almere.

### Dundee United
Sneijder mocht in juli 2015 op proef komen bij Dundee United, de nummer vijf van de Scottish Premiership in het voorgaande seizoen. Hier tekende hij vervolgens een contract tot medio 2017. Op 2 augustus 2015 kwam hij tijdens de 72ste minuut het veld in tegen Aberdeen FC, als invaller voor John Rankin. Op 25 augustus werd zijn contract ontbonden vanwege een gezondheidsprobleem. Sneijder speelde in de Schotse competitie welgeteld één wedstrijd.

### Jong FC Utrecht
In augustus 2016 keerde de Utrechter terug naar zijn geboortestad. Sneijder werd toegevoegd aan de selectie van Jong FC Utrecht waar hij een contract voor een jaar tekende. Op 14 februari 2017 verliet hij Utrecht.

### DHSC
In juni 2017 werd bekend dat Sneijder zou terugkeren naar zijn oude club DHSC uit het Utrechtse Ondiep.Nadat DHSC in 2024 werd opgeheven stapte Sneijder over naar VV de Meern, hij zou hier echter door privéomstandigheden niet aan spelen toe komen.
OSM '75
Op 25 maart 2025 werd bekend dat Sneijder zijn carrière nieuw leven inblaast en met ingang van het seizoen 2025/2026 gaat spelen bij OSM '75 in Maarssen.

## Clubstatistieken
| Seizoen         | Club            | Competitie           | Competitie | Competitie | Beker | Beker | Internationaal | Internationaal | Overig | Overig | Totaal | Totaal |
| Seizoen         | Club            | Competitie           | Wed.       | Dlp.       | Wed.  | Dlp.  | Wed.           | Dlp.           | Wed.   | Dlp.   | Wed.   | Dlp.   |
| --------------- | --------------- | -------------------- | ---------- | ---------- | ----- | ----- | -------------- | -------------- | ------ | ------ | ------ | ------ |
| 2010/11         | AFC Ajax        | Eredivisie           | 0          | 0          | 0     | 0     | -              | -              | -      | -      | 0      | 0      |
| Club totaal     | Club totaal     | Club totaal          | 0          | 0          | 0     | 0     | 0              | 0              | 0      | 0      | 0      | 0      |
| 2011/12         | FC Utrecht      | Eredivisie           | 23         | 3          | 1     | 0     | -              | -              | -      | -      | 24     | 3      |
| Club totaal     | Club totaal     | Club totaal          | 23         | 3          | 1     | 0     | 0              | 0              | 0      | 0      | 24     | 3      |
| 2012/13         | RKC Waalwijk    | Eredivisie           | 26         | 2          | 2     | 1     | -              | -              | -      | -      | 28     | 3      |
| Club totaal     | Club totaal     | Club totaal          | 26         | 2          | 2     | 1     | 0              | 0              | 0      | 0      | 28     | 3      |
| 2013/14         | Almere City     | Eerste divisie       | 6          | 0          | 0     | 0     | -              | -              | -      | -      | 6      | 0      |
| 2014/15         | Almere City     | Eerste divisie       | 20         | 0          | 1     | 0     | -              | -              | -      | -      | 21     | 0      |
| Club totaal     | Club totaal     | Club totaal          | 26         | 0          | 1     | 0     | 0              | 0              | 0      | 0      | 27     | 0      |
| 2015/16         | Dundee United   | Scottish Premiership | 1          | 0          | 0     | 0     | -              | -              | -      | -      | 1      | 0      |
| Club totaal     | Club totaal     | Club totaal          | 1          | 0          | 0     | 0     | 0              | 0              | 0      | 0      | 1      | 0      |
| 2016/17         | Jong FC Utrecht | Eerste divisie       | 12         | 0          | -     | -     | -              | -              | -      | -      | 12     | 0      |
| Club totaal     | Club totaal     | Club totaal          | 12         | 0          | -     | -     | -              | -              | -      | -      | 12     | 0      |
| Carrière totaal | Carrière totaal | Carrière totaal      | 88         | 5          | 4     | 1     | 0              | 0              | 0      | 0      | 92     | 6      |

Bijgewerkt op 21 oktober 2022.